# Obereopsis subvitticollis
Obereopsis subvitticollis är en skalbaggsart som beskrevs av Stefan von Breuning 1957. Obereopsis subvitticollis ingår i släktet Obereopsis och familjen långhorningar. Inga underarter finns listade i Catalogue of Life.